# スポーツコンパクト
スポーツコンパクト（Sport compact）は、手頃な価格のコンパクトカーやサブコンパクトカーを高性能化した車両を指す自動車の分類。アメリカ合衆国と日本ではその語義に隔たりがあるため、以下、国ごとに分けて記述する。

## アメリカにおけるスポーツコンパクト

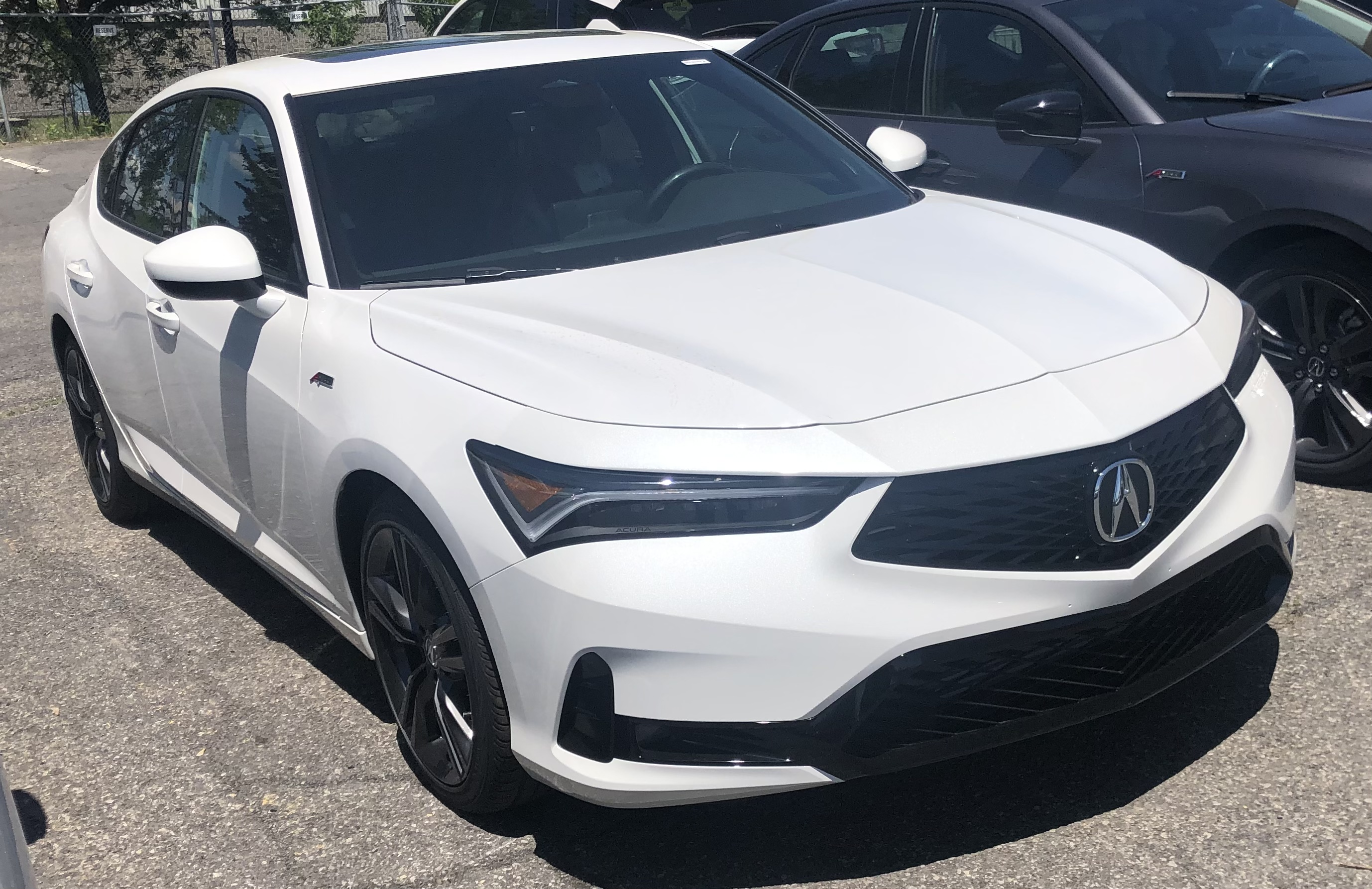
アキュラ・インテグラ（5代目）

多くのスポーツコンパクトはクーペ、セダン、ハッチバックといった車体形状を持ち、いずれも大量生産のプラットフォームで作られている。パワートレインは直列4気筒ガソリンエンジンと前輪駆動の組み合わせが主流で、扱いやすさ（ハンドリング）を重視したサスペンション、空力特性を向上させるためのエアロパーツ、大径ホイールの装着などが共通の特徴として挙げられる。
なお、北米では欧州における「ホットハッチ」もスポーツコンパクトのひとつとみなされており、代表的なものではフォルクスワーゲン・ゴルフGTIやミニ・クーパーSなどがある。日本車のホットハッチやスポーツクーペにも同様の傾向がみられ、ホンダ・シビックSiやトヨタ・86（GR86）/スバル・BRZなどは、北米ではスポーツコンパクトに分類される。

### 歴史

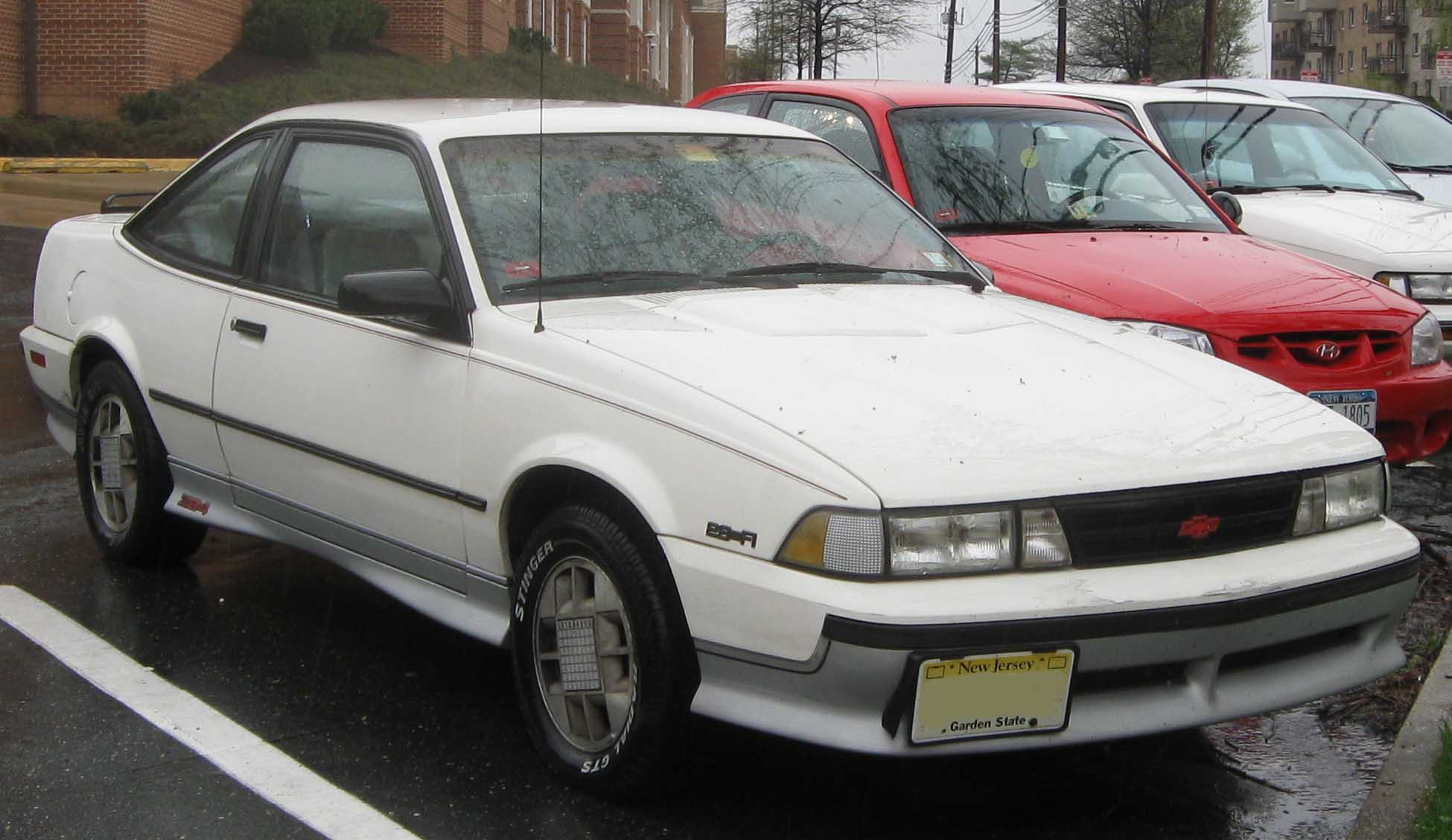
シボレー・キャバリエZ24

アメリカにおいて「スポーツコンパクト」と呼ばれる用語が初めて出現したのは1980年代半ばで、当時はクーペ型車種のオプションパッケージであった。代表的なものではシボレー・キャバリエZ24（1986年）、フォード・EXPスポーツ・クーペ（1986年）、プリムス・サンダンス（1988年）など、同年代に大量生産された小型クーペの高性能モデルが多い。

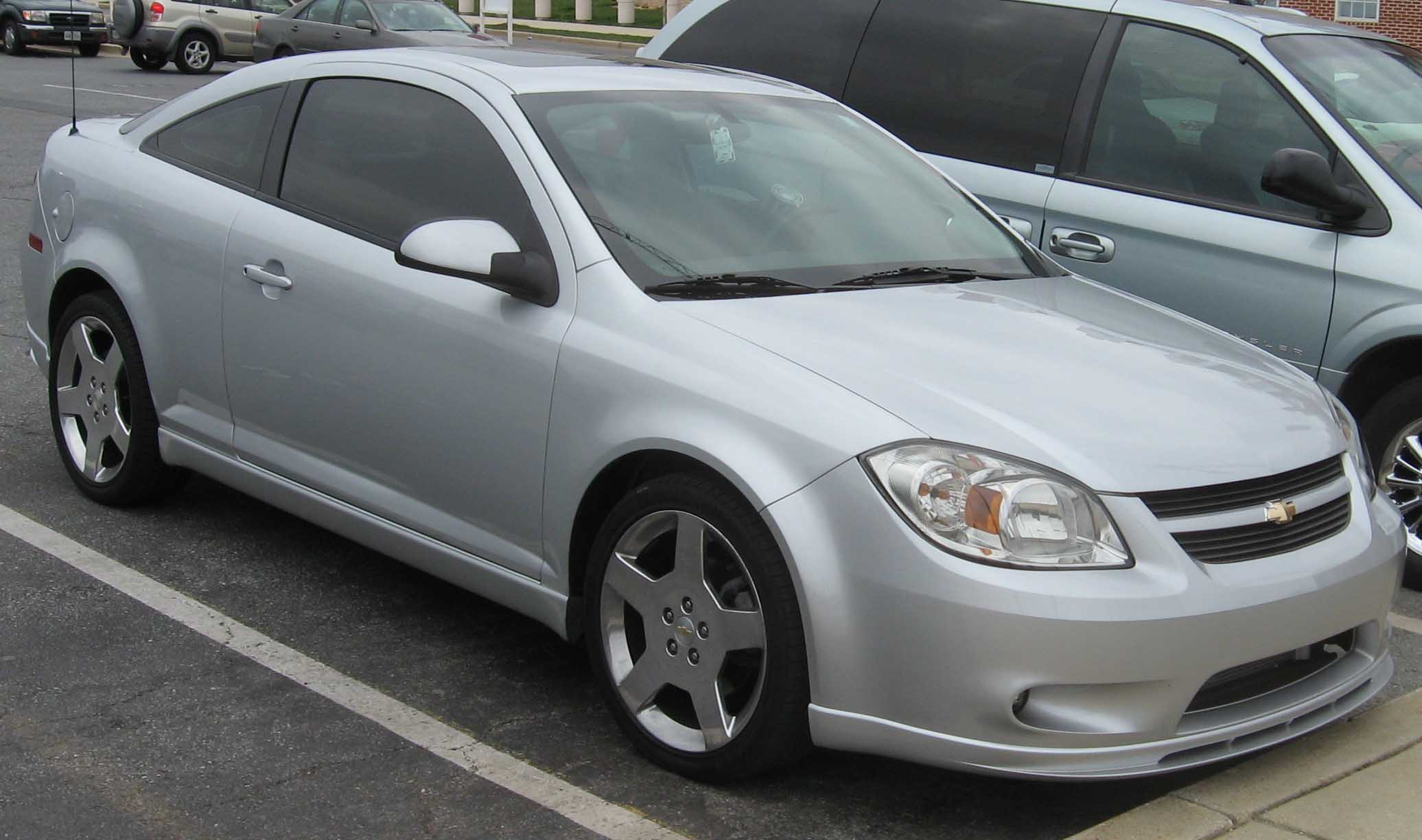
シボレー・コバルトSS

当初はあまり注目されていなかったスポーツコンパクトだが、1990年代以降は次第に注目を集めるようになり、フォード・プローブ（1993年）やポンティアック・サンファイア（1995年）などが登場。2000年代に入ると、フォード・エスコートZX2（2001年）、ダッジ・ネオンSRT-4（2003年）、シボレー・コバルトSS（2005年）などが追従した。

## 日本におけるスポーツコンパクト

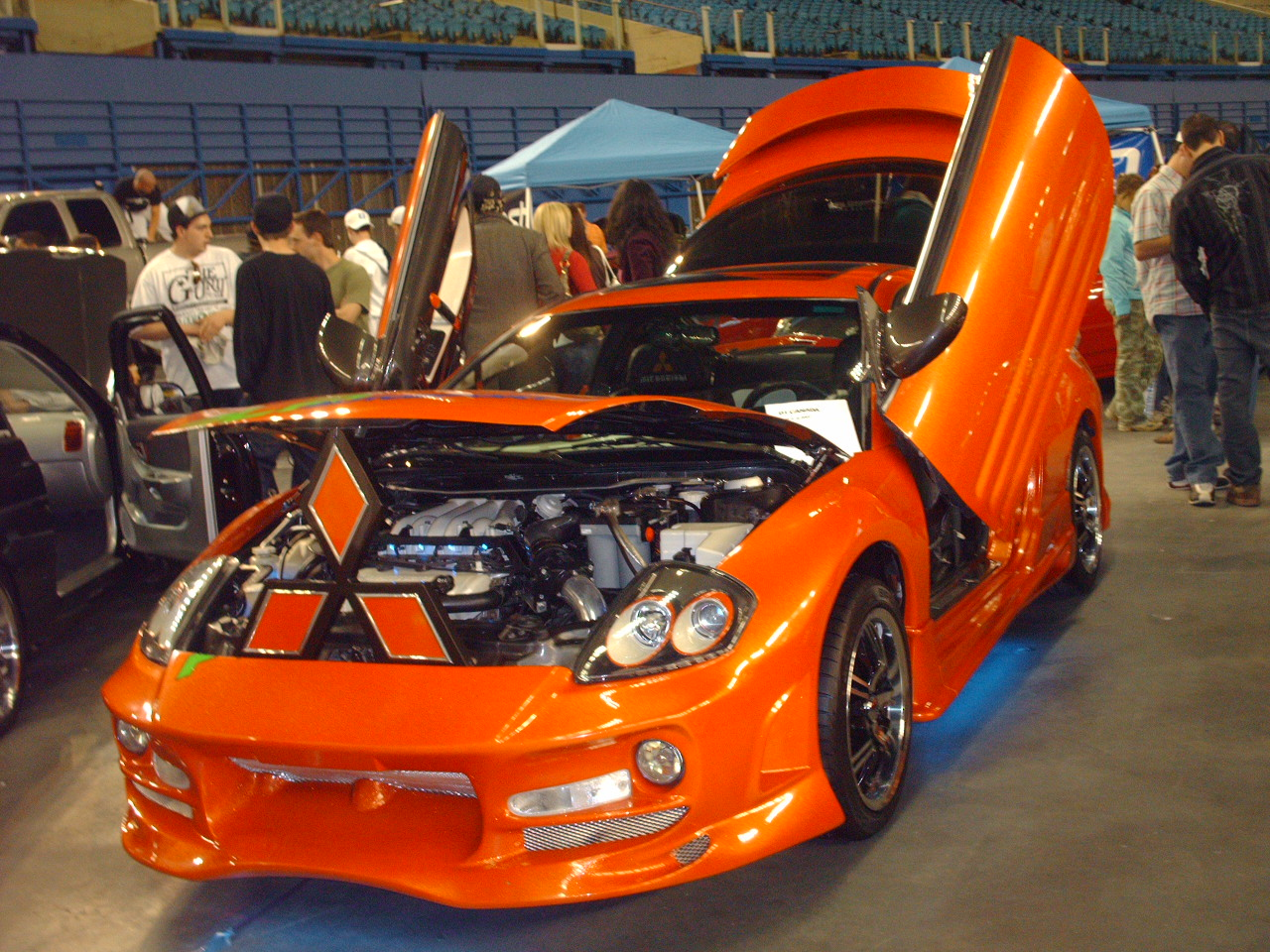
スポコン仕様にカスタマイズされた三菱・エクリプス

日本国内においては、主にアメリカ西海岸における小型乗用車を使ったカスタム手法を日本に持ち込んだもので、アメリカで販売される日本車などのスポーツカーや、若者が手に入れられる安価な小型車（コンパクトカー）を日本やアメリカのパーツで高性能に仕上げた「チューニングカー」を指す。これらは「スポコン」と略される事が多い。

### 歴史

#### 発祥
アメリカ在住の有色人種からの発祥と言われ、若い彼らが安価に手に入れることができ、なおかつ高性能な日本車を改造して1/4マイル（約400 m）での速さを競う非合法のストリートレースや、週末のドラッグレースやジムカーナなどの草レースに参加を始めたのが発祥とされている。
ジャンルとして確立されたのは1980年代中盤であるとされているが、北米のインポートシーンではアジア系移民を中心に、日本車を使ったカスタムが1970年代頃から散見されるようになっていた（それ以前にも1960年代末のダットサン・Zのヒットにより、北米での日本車を用いたカスタムは一定の地位を獲得していた）。また、1970年代中盤から1980年代にかけてのオイルショックの影響で小型FF車（いわゆるサブコンパクトカー）の需要が急激に伸びたため、従来のFR車一辺倒だった北米市場における自動車の勢力図に変化が生じ始めていた。
しかし小型FF車の需要が伸び始めていたとはいえ、当時の北米のカスタムシーンにおける小型FF車は「安価で壊れにくく維持費の安い学生の足車や買い物車」といった認識が大半を占めており、スポーツカスタムのベース車両に選ばれるようなものではなかった｡
しかし、ホンダ・CR-Xが軽量で軽快な運動性を持つ「スケートボードGT」として評判になったのを嚆矢に、FFコンパクトカーの台頭が始まる。手頃な価格で高い走行性能が獲得できることもあいまって日曜ドラッグレースなどでもその姿を見かけることが多くなり、本格的なカスタムを施す者も現れ、現地でアフターマーケットパーツも生産されるようになっていった。そしてVTECエンジンを搭載したアキュラ・インテグラが登場するとその人気は決定的なものとなり、インポートシーンは特に日本車人気の影響から、FF車一色の様相を見せていくこととなった｡
その頃からインポートシーンでの改造手法も徐々に変化し、従来はホットロッド寄りであった改造手法が、当時のホンダのレースシーンでの活躍から、カーレースを意識したものに移行していった｡これはアメリカに古くから存在した白人主導文化の「ホットロッド」、ラテンアメリカ系のチカーノによる「ローライダー」に対する、アジア系移民主導版ともいえる。
初期には日本からやってきた高性能な小型車ということから「ライスロケット」と呼ばれた。当初はアジア系移民が中心だったが、現地の自動車関連のメディアでも徐々に取り上げられるようになり、現在は人種に関係なく親しまれ、改造の一ジャンルとして市民権を得ている。
また、改造を行う人種によりその方向が若干異なっており、それにはそれぞれの民族性、文化、慣習が関わっているとされる。モアパワーを好む白人はファニーカーの流れを汲む改造を施し、黒人や南部系の者はローライダーの流れを汲むメッキ部品の多用や油圧系の改造を施す傾向が強い｡そしてアジア系の者に関しては当初からスピードレーサー志向が強く、JDMなどのハイテク寄りな改造を施す傾向があるとされている｡

#### 日本への導入と現状
日本への導入は1997年前後で、従前ローライダーなどのアメリカ風改造を行っていた人々によって行われた。「スポーツコンパクト」という名称は、従来のジャンルと区別するためアメリカの自動車雑誌「SPORTS COMPACT CAR」より取ってつけられたものであり、カスタムジャンルを指して「スポコン」と呼称する場合は和製英語の扱いに近い。
導入当初は従来のアメリカ風改造のベース車が日本車に置き換わったものであり、一部ではアメリカ車を用いたカスタム、とりわけローライダーの傍流として捉えられていた節があった（事実、当初このジャンルを取り上げていた雑誌は「Daytona　J's（ネコ・パブリッシング／廃刊）」などのアメリカンカスタム誌であった）。当時からそれぞれのカスタムカー愛好家が行っていたジャンルにおける文化に合致した手法が導入されていたため、ストリートレーサー色の強いものから派手な外装を施したローライダー色の強いものなど複数の手法があり、ある程度ジャンルも大別されていたが、その方向性については各カスタムカー愛好家間での一定の共通認識があった｡
しかし、その後の雑誌や映画などのメディアによって露出が大きくなるにつれ、一過性の動向が発生し、異なるジャンルのカスタムカー愛好者が多く流入してきた。これにより、一部のカスタムカー愛好家が他者との差異を演出するために新しい手法を繰り出そうと躍起になった結果として、商品供給を行うアフターパーツメーカーやそのスポンサードを受けている雑誌などの思索も絡み、多方面においてジャンル拡大が行われ、またベース車両の類似性からメディアによって日本の従来型チューニングとのジャンルや手法の関連づけもいささか強引に行われたためにその手法も多様化し、元々の共通認識であったアメリカンカスタム、あるいはその生活様式を無視したものも数多く出回るようになっていった。
そのため、スポコンカスタムを標榜していてもさまざまな要素、認識が入り混じるようになり、今日では一言で説明がつかないほどの複雑なジャンルへと変貌を遂げることになった。

### 定義
主に「見せる」ことを重視した派手なドレスアップや、オーディオ関係が充実化していることが「スポコン」と定義されているが、それと同時にナイトラス・オキサイド・システム（ナイトロ、NOS）などの装着やよりハイパワーなエンジンへの換装で出力を向上させたり、高性能ブレーキやサスペンションで性能アップを施す機能的な方面のチューニングも多く、明確な定義はない。しかし、絶対的な点はアメリカ有色人種を意識している点であり、アメリカを意識していないカスタムは「スポコン」の範疇には含まれない。
ベース車両はアメリカ国外のメーカー製のもの（日本車ないしは欧州車）が中心だが、近年は本ジャンル向けにリリースされた小型のアメリカ車もその範疇に含まれる（#アメリカにおけるスポーツコンパクトも参照）。

### 主な改造方法

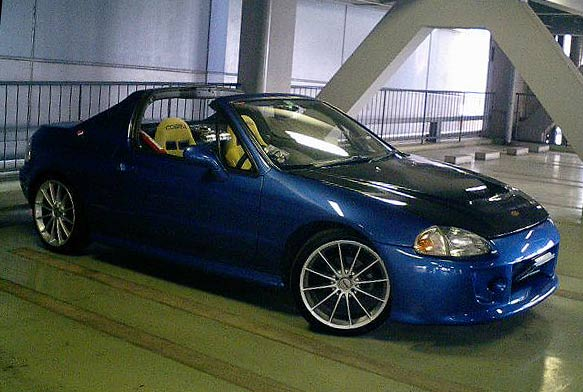
ベーシックなスポーツコンパクトの例。灯火類やフェンダー、ホイールなどがUS部品で構成され、シートの交換や外向きオーディオの装着が施されている。

基本的に走行性能の向上のみならず、「見せる」ことを重視する傾向がある。なおこれらの改造には、車検に適合しないか、適合させるためには構造変更申請が必要となる事柄が含まれる。

#### 内外装・外観上の改造
- オールペイントの施工（車体全体の全塗装のこと。オールペンとも）。
- エアロパーツの装着。
- アンダーカーキットと呼ばれるネオン管やLEDを並べた管の装着（車体底部や車内など）。
- バイナルグラフィックスと呼ばれるステッカーを車体側面やボンネットに貼付。漢字やカタカナなど、日本語のステッカーが使われることもある。
- サスペンションの改造。車高調整式サスペンションを装着して車高を下げたり、ハイドロと呼ばれるエアサスペンションを装着して車高を自在に制御できるようにする。
- カーオーディオを装着し、トランクの中などにウーファーやアンプ、モニターなどを装着する。
- メーター類の加工・変更や追加。
- ドアのガルウィング化
- ボンネットやトランクなどをカーボン製に変更。
- テールランプのレンズ色を変更（主に白）。ユーロテールと呼ばれる別デザインのものに取り替える。
- ヘッドライトをデザインの違うものに取り替える（リフレクター式からプロジェクター式へ交換など）
- ボディスワップと呼ばれる手法で、他車種向けに設定されている部品をボディ側を大きく加工して取り付け、市場に流通している車に対して個性化を図る（それは時として原型となった車が何であったのかすら分からないこともある）
- スムージングと呼ばれる手法で、モール類やナンバーポケット、ときにはドアノブまでをも埋め込み、ボディ全体をフラットに見せる（これは元々ローライダーの手法でもある）
- エンジンルーム内各部のメッキ処理やバフがけ研磨、塗装による装飾（時にエンジン本体やミッションケース、サスペンションアーム類にまで及ぶ）
- 美観向上のために可能な限り配線類やヒューズボックスなどを隠したりチューブで包むなどヒドゥン（Hidden)と呼ばれる処理

#### 運動性能面の改造
- ナイトロ（ニトロ）を装着し車をパワーアップする
- バケットシートや多点式シートベルトなどを初めとしたカラフルな内装部品を装着する
- ホイールのインチアップ（17～20インチが定番。これは直進安定性の向上の意味もあるが、大径ホイールを装着することにより車体を大きく見せようとするアメリカにおける通例的な手法でもある）
- メーター類の加工・変更や追加
- ボンネットなどをカーボン製にする
- より高性能なエンジンへの換装やターボチャージャー、スーパーチャージャーなど、過給器の搭載とトランスミッションの換装（ATからMTに変更など）
- 高性能でより見た目の良いブレーキシステムへの換装
- ワイドトレッド化（ワイドボディ化）による走行安定性の向上を狙いつつインパクトのある外観への改造
- ロールケージやスポット増しなどレースカーと同様の手法による補強（機能面よりもその見た目を重視して採用される事が多い）
- 高性能なマフラーやヘダース（エキゾーストマニホールド）などへの換装（好みの部品がない場合は特注製作される事は稀ではない）